# Tattenhausen (Dasing)
Koordinaten: 48° 22′ N, 11° 6′ O
Tattenhausen ist ein Ortsteil der Gemeinde Dasing im Landkreis Aichach-Friedberg (Bayern).
Das Kirchdorf befindet sich an der A 8 an der Kreisstraße AIC 21.

## Gemeinde
Der Ort gehörte zur Gemeinde Rieden und wurde mit dieser am 1. Januar 1972 nach Dasing eingegliedert.

## Sehenswürdigkeiten
- Katholische Filialkirche St. Peter und Paul

Siehe auch: Liste der Baudenkmäler in Tattenhausen